# Alfred Wegenerinstitutet

Logo

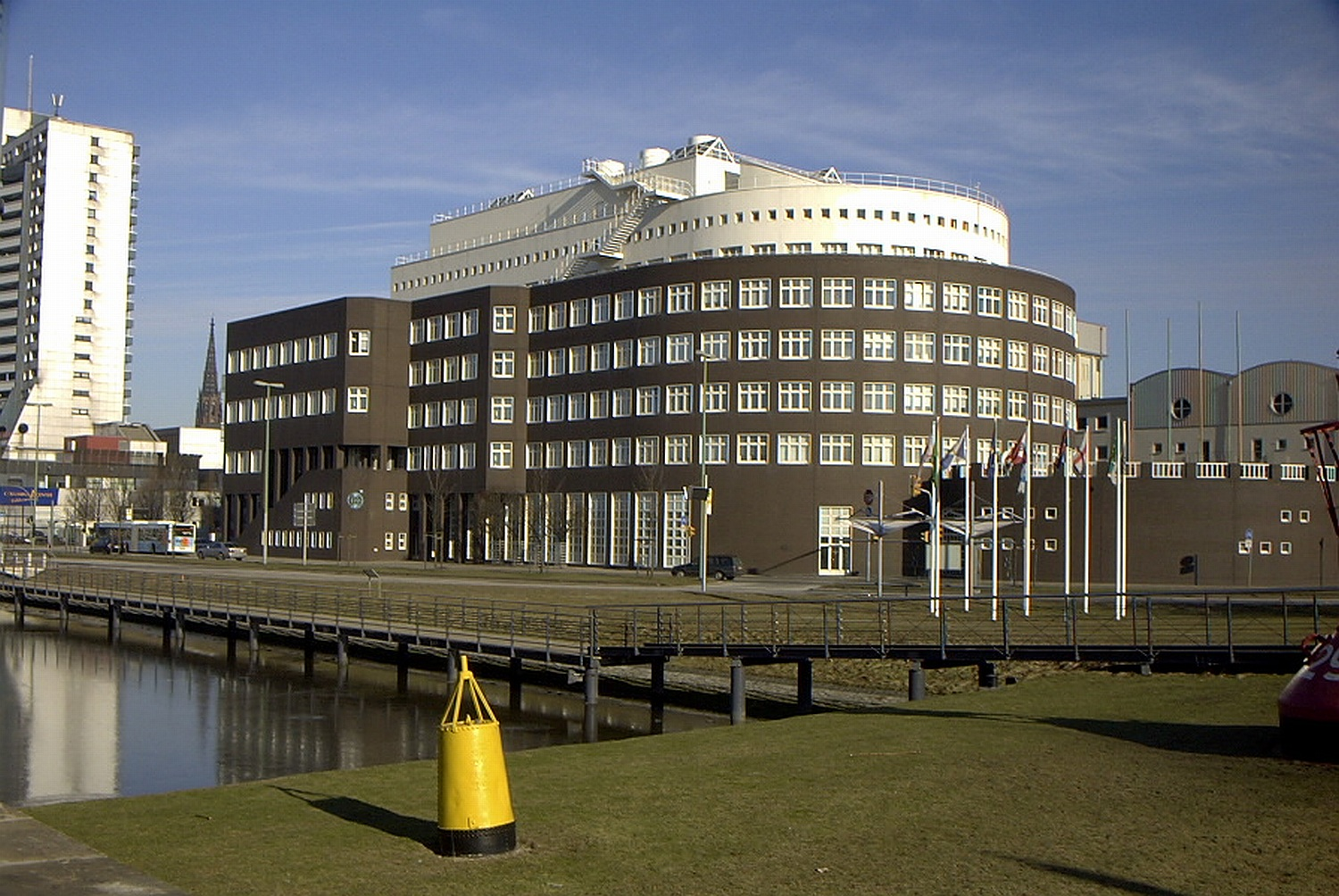
Alfred Wegenerinstitutets huvudkontor i Bremerhaven

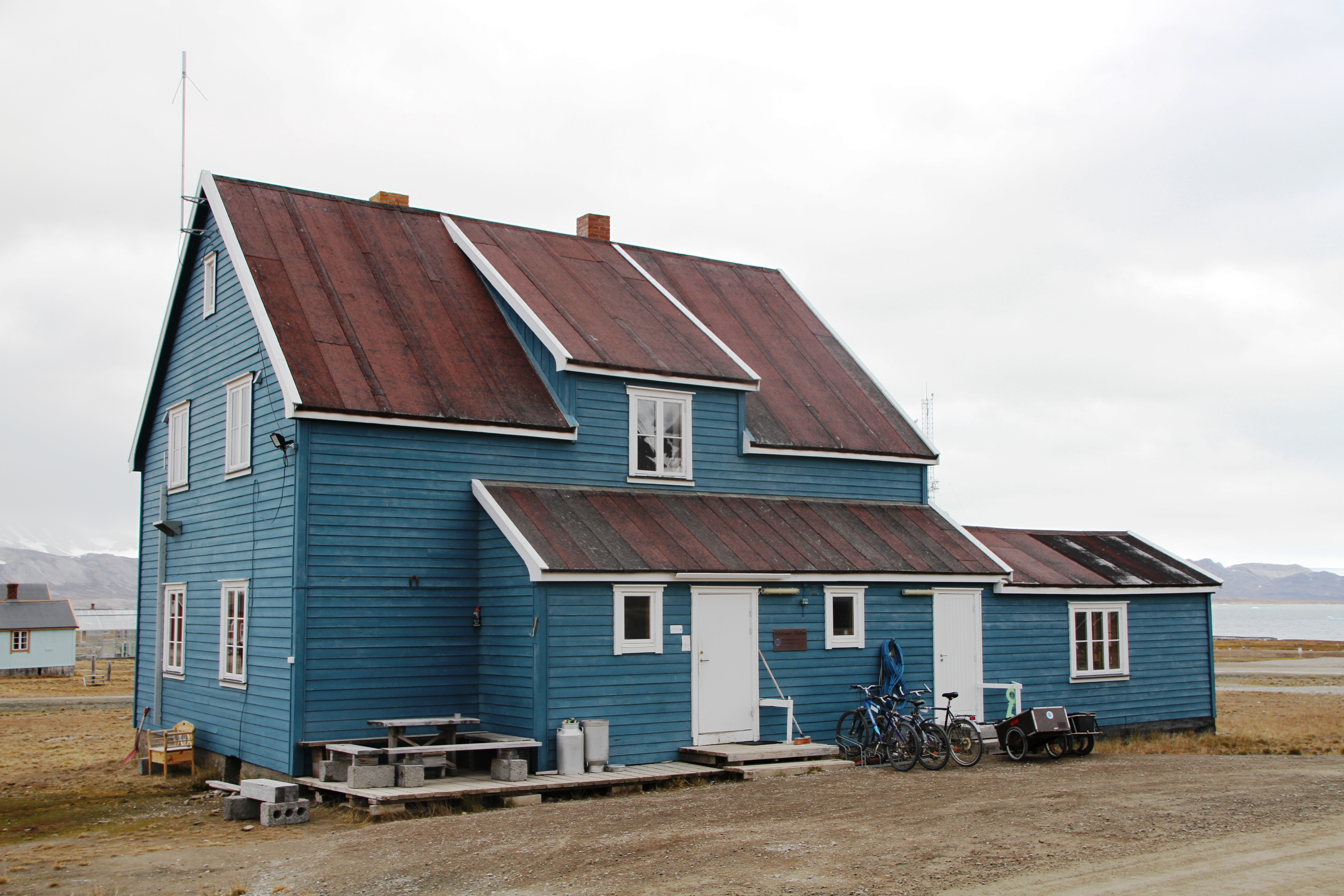
Forskningsstationen Koldewey i Ny-Ålesund i Svalbard

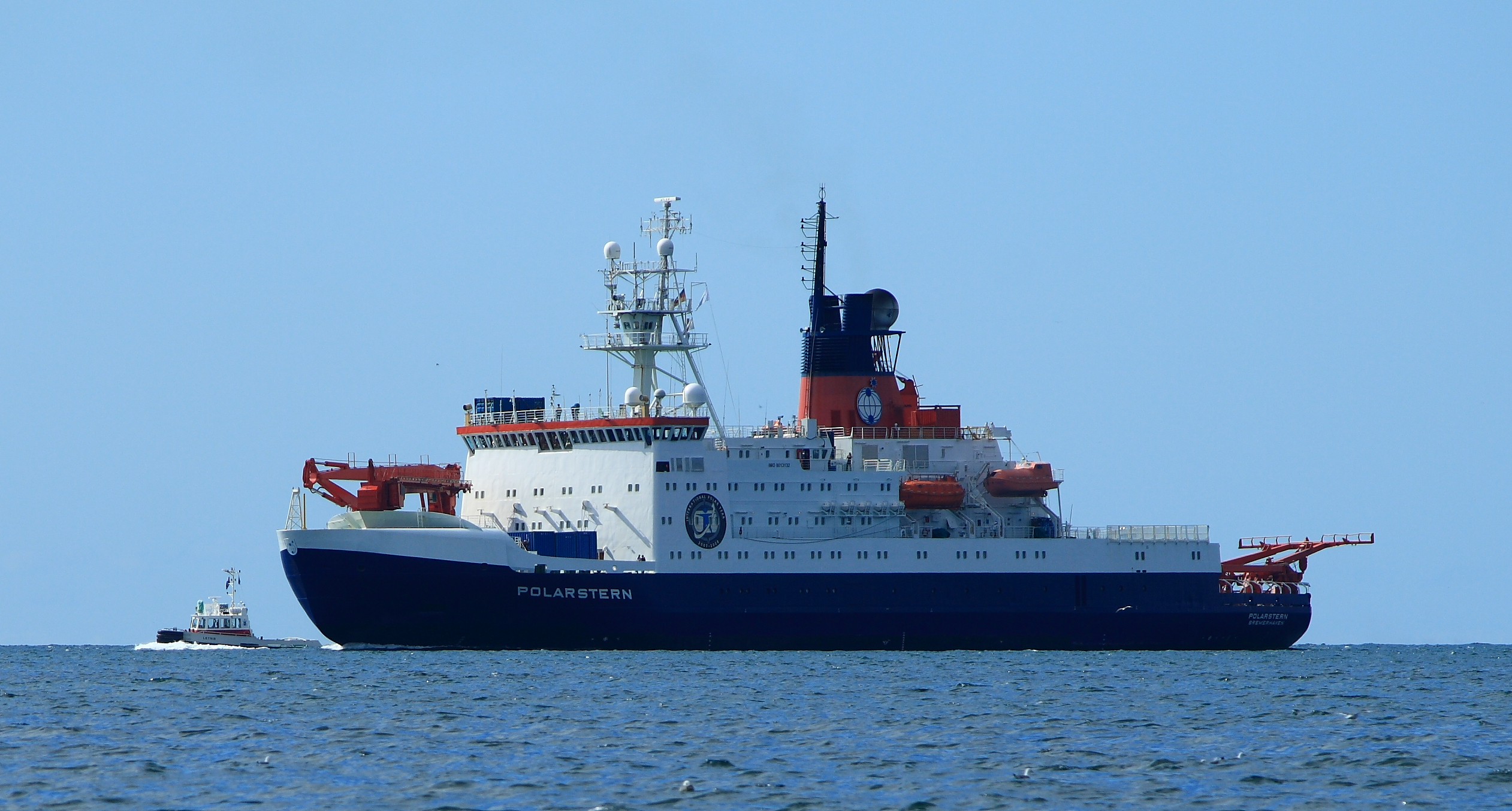
R/V Polarstern

Alfred Wegenerinstitutet (fullständigt namn: Das Alfred-Wegener-Institut, Helmholtz-Zentrum für Polar- und Meeresforschung) är ett tyskt forskningsinstitut grundat 1980. Dess uppgift är att bedriva och främja havs- och polarforskning. Året 2005 hade institutet 788 fast anställda.
Finansieringen skötas till 90 procent av Tysklands forsknings- och utbildningsdepartement, till 8 procent av förbundslandet Bremen samt till en procent var av förbundsländerna Brandenburg och Schleswig-Holstein.
Alfred Wegenerinstitutet är baserat i Bremerhaven i Tyskland. Sedan 1992 har det en utpost i Potsdam. Det driver forskningsstationer i såväl Arktis som Antarktis (exempelvis Neumayer). Den viktigaste mobila forskningsplattformen är isbrytaren Polarstern. Institutet äger även flygplan anpassade för polartrakterna, samt skepp för havsforskning i tempererade zoner, bland annat i Östersjön.
Alfred Wegenerinstitutet har fått sitt namn efter Alfred Wegener. 

## Forskningsstationer

### Sylt
Waddenhavsstationen ligger på ön Sylt. Den inrättades 1924 som ett laboratorium för studier av problem med minskad tillgång på ostron och studier om ostronodling. År 1937 döptes det om till Waddenhavsstationen. Den blev 1998 en del av Alfred Wegenerinstitutet.  

### Helgoland
Biologische Anstalt Helgoland ( 54°10′40″N 7°53′29″Ö / 54.177821°N 7.891402°Ö) ligger på ön Helgoland. Stationen inrättades 1892.

### Neumayerstationen
Neumayer-Station III (70°40′08″S 8°16′02″V / 70.66889°S 8.26722°V) ligger i Antarktis, omkring fem kilometer från den tidigare stationen "Neumayer II". 
Den kan sommartid härbärgera upp till 40 personer.

### Dallmannlaboratoriet
Alfred Wegenerinstitutet inrättade 1994 i samarbete med Instituto Antártico Argentino en forskningsstation på King George Island (62°14.00′S 58°40.00′V / 62.23333°S 58.66667°V). Laboratoriet används bara under sommaren.

### Koldeweystationen
Huvudartikel: Koldeweystationen
Koldeweystationen är del av den fransk-tyska Forskningsstationen AWIPEV i Ny-Ålesund i Svalbard.

### Kohnenstationen
Kohnenstationen grundades 2001 som logistisk bas för borrning av iskärnor i Dronning Maud Land i Antarktis 75°0′S 0°4′Ö / 75.000°S 0.067°Ö Är en sommarstation.

### Samoylovstationen
Samoylovstation (72°22′6″N 126°28′29″Ö / 72.36833°N 126.47472°Ö) ligger i floden Lenas delta nära Laptevhavet. Station inrättades som en logistikbas för forskning om permafrost och drivs tillsammans med ryska "Lena Delta Reserve".